# Varaszótanya
Varaszótanya (Varasău), település Romániában, a Partiumban, Bihar megyében.

## Fekvése
Tataros (Brusturi) mellett fekvő település.

## Története
Varaszótanya korábban Tataros része volt.
1956-ban 224 lakosa volt.
A 2002-es népszámláláskor 153 lakosából 58 román, 18 magyar, 76 szlovák volt.